# Tadeusz Tokarzewski
Tadeusz Tokarzewski (ur. 29 stycznia 1940 w Kraśniku, zm. 20 lutego 2001) – polski ekonomista, profesor nauk ekonomicznych.

## Życiorys
Urodził się w rodzinie właściciela cegielni. Ukończył szkołę podstawową i liceum w Kraśniku. W latach 1958–1963 studiował prawo na Wydziale Prawa UMCS. W latach 1960–1967 studiował jako stypendysta Rządu Francuskiego w Centre Européen Universitaire w Nancy. Był jednym z pierwszych polskich studentów na tej uczelni. Stopień doktora nauk ekonomicznych uzyskał na Wydziale Ekonomii Produkcji SGPiS w 1970 za pracę pt: Rynek ziemi rolniczej we Francji. Stopień doktora habilitowanego nauk ekonomicznych uzyskał na tymże wydziale w 1976 za pracę pt: Rolnicza spółdzielczość produkcyjna w rozwiniętych krajach kapitalistycznych. W 1991 uzyskał tytuł profesora nauk ekonomicznych. 
Po skończeniu studiów, w 1963 rozpoczął pracę w Katedrze Ekonomii Politycznej. W 1965 został jednym z pierwszym pracowników nowo powstałego Wydziału Ekonomicznego UMCS. Został zatrudniony w Katedrze Ekonomiki Rolnictwa. W 1969 odszedł z UMCS i zatrudnił się w Spółdzielczym Instytucie Badawczym w Warszawie. Był twórcą lubelskiego oddziału Instytutu i jego kierownikiem, pracował w nim do 1989. Od 1974 powrócił do pracy dydaktycznej, prowadząc na Akademii Rolniczej w Lublinie ćwiczenia i wykłady z przedmiotu ekonomika obrotu rolnego. W latach 1977–1983 był na tej uczelni zatrudniony na pół etatu, pełnił również funkcję kierownika Katedry Ekonomii Politycznej. Od 1983 ponownie zatrudniony na Wydziale Ekonomicznym UMCS, najpierw w Katedrze Ekonomii Politycznej, a od 1989 będąc kierownikiem Zakładu Teorii Rozwoju Ekonomicznego. Od 1990 do 2000 był dyrektorem Instytutu Ekonomii. W latach 1985–1987 był członkiem Senatu Akademickiego UMCS, przewodniczącym Senackiej Komisji Finansowo-Gospodarczej, członkiem Komisji Kontrolno-Rewizyjnej i Komisji ds. Aparatury Naukowej. Od 1997 brał udział w uruchomieniu kształcenia ekonomicznego w Puławskiej Szkole Wyższej i został wybrany Dziekanem Wydziału Ekonomii tej uczelni.
W latach 1972–1976 był wiceprzewodniczącym Komisji Rozwoju i Budżetu, a w latach 1976–1984 przewodniczącym Komisji Produkcji Rolnej i Gospodarki Żywnościowej Wojewódzkiej Rady Narodowej w Lublinie. W latach 1979–1990 był członkiem Rady Naukowej Kazimierskiego Parku Krajobrazowego.
Był członkiem Polskiego Towarzystwa Ekonomicznego (w latach 1969–1973 był sekretarzem naukowym lubelskiego oddziału PTE), Lubelskiego Towarzystwa Naukowego, Komitetu Nauk Ekonomicznych PAN (1984–1989), Rady Naukowej Spółdzielczego Instytutu Badawczego. W 1988 został członkiem Société Française d’Economie Rurale.
Był promotorem 5 prac doktorskich, pod jego kierunkiem stopień doktora uzyskał w 1990 Krzysztof Żuk.
Został pochowany na cmentarzu komunalnym na Majdanku w Lublinie (Sektor: S2F1, Rząd: 3, Grób: 1).

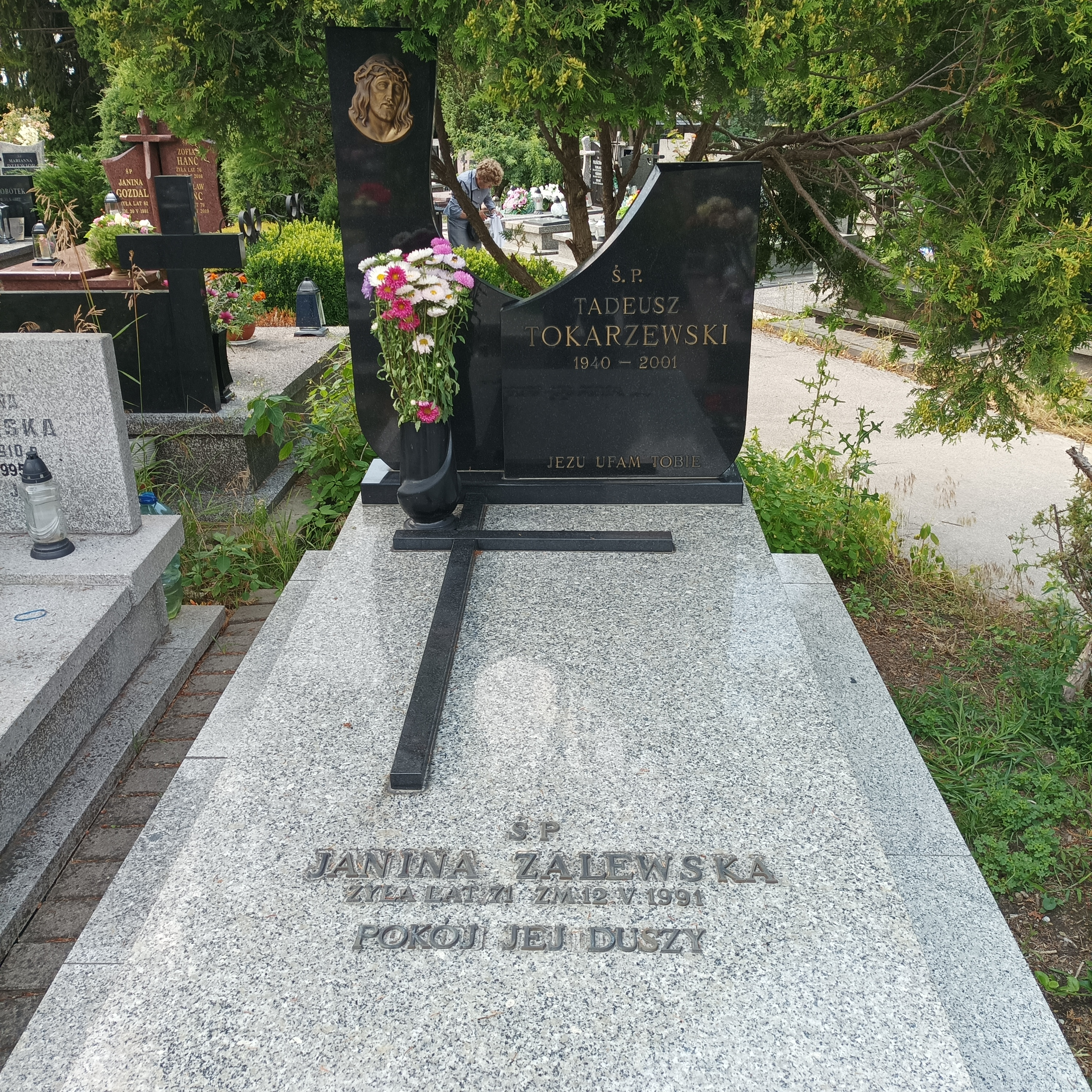
Grób prof. Tadeusza Tokarzewskiego na cmentarzu komunalnym na Majdanku w Lublinie

## Odznaczenia
- Złoty Krzyż Zasługi (1975)[1]
- Krzyż Kawalerski Orderu Odrodzenia Polski (1980)[1]
- Odznaka "Zasłużony dla Ruchu Spółdzielczego" (1981)[1]
- Odznaka "Za zasługi dla Lubelszczyzny" (1981)[1]
- Medal Komisji Edukacji Narodowej (1994)[1]